# Crisanzio
Crisanzio di Sardi (in greco antico: Χρυσάνθιος?, Crysànthios, in latino Chrysantius; fl. 351-363) è stato un filosofo greco antico della scuola di Giamblico.
La sua vita fu narrata da Eunapio, suo parente e studente di retorica e filosofia, nell'opera Vite dei sofisti, che Crisanzio stesso gli aveva consigliato di iniziare.

## Biografia
Crisanzio nacque nella città lidia di Sardi, da una famiglia dell'alta aristocrazia locale; suo nonno si chiamava Innocenzio. Rimase orfano del padre in giovane età; sposò Melite, parente di Eunapio, da cui ebbe un figlio di nome Edesio, morto all'età di vent'anni.
Crisanzio fu uno dei discepoli preferiti di Edesio a Pergamo, e si occupò principalmente del lato mistico del Neoplatonismo, studiando Pitagora, Archita e Apollonio di Tiana. Studiò teurgia con Massimo ad Efeso, per poi lasciarlo per divergenze circa le interpretazioni dei segni rivelati dagli dei.
Nel 351 il futuro imperatore Giuliano andò a studiare filosofia presso Crisanzio a Pergamo, dietro consiglio di Edesio, e successivamente lo invitò due volte a corte (362 circa), ma Crisanzio declinò l'invito adducendo come motivazione la forza dei negativi presagi.
Nondimeno l'imperatore lo onorò, nominando Crisanzio e sua moglie gran sacerdoti della Lidia; in questa funzione si distinse per il suo atteggiamento conciliante verso i cristiani. La sua moderazione gli conservò, pertanto, la carica ecclesiastica fino alla sua morte; venne venerato sia dai pagani sia dai cristiani.
Morì all'età di ottant'anni, ancora attivo come scrittore.